# Michala Petri
Michala Petri (Copenhague, 7 de julho de 1958) é uma flautista dinamarquesa. Já tocou com orquestras como a Academy of St Martin in the Fields, a Orquestra Filarmônica de Londres e a English Chamber Orchestra. Lançou 34 álbuns, inclusive dois com o pianista norte-americano Keith Jarrett, e tocou em vários continentes.